# Limnophora angustigena
Limnophora angustigena är en tvåvingeart som beskrevs av Fritz Isidore van Emden 1948. Limnophora angustigena ingår i släktet Limnophora och familjen husflugor.
Artens utbredningsområde är Etiopien. Inga underarter finns listade i Catalogue of Life.